# 日本の戦争賠償と戦後補償
日本の戦争賠償と戦後補償（にほんのせんそうばいしょうとせんごほしょう）では、日本の第二次世界大戦後の戦争賠償および戦後補償について記述する。日本が20世紀前半の戦争によって損害を与えた国々および人々に対する賠償・補償問題は、日本の戦後処理の重要な課題の一つであった。当項ではこれまでに日本が行ってきた主要な賠償・補償について概観する。なお項目名では便宜上「戦争」「戦後」としているが、同時期の戦争とは直接には関係ない、補償についても含めて述べる。
なお、それらを含んだ戦争賠償・補償については日本と各国との間で条約・協定等が締結、履行された事と各地の軍事裁判で判決を受け入れたことで償われており、国際法上既に決着しているが、敗戦国の日本が戦勝国側(連合国)から一方的に裁かれたとする見解も存在する。

## 定義
戦争賠償（英：war reparation、戦時賠償）とは、戦争行為が原因で交戦国に生じた損失・損害の賠償として金品、役務、生産物などを提供すること。通常は講和条約において敗戦国が戦勝国に対して支払う賠償金のことを指し、国際戦争法規に違反した行為（戦争犯罪）に対する損害賠償に限らない。例えば下関条約において清が日本に支払うとされた賠償金3億円なども戦争賠償に含まれる。
一方、戦後補償（英：compensation）は、戦争行為によって損害を与えた人々に対して行われる補償のことで、広義の戦後補償は戦争賠償を包含する。
一般には、戦争賠償は国家間で処理される問題、戦後補償は被害者個人に対してなされる保証として言われることが多い。
なお、旧植民地に対する旧宗主国が、独立を承認する際に賠償を行う事例も国際法上の規定も存在しない。独立を承認する際には、むしろ旧宗主国が旧植民地に対して請求する事例の方が多い（フランスによるハイチ独立への請求、オランダによるインドネシアへの請求など）。

## 戦争賠償の形態

### 中間賠償
中間賠償とは、軍需工場の機械など日本国内の資本設備を撤去して、かつて日本が支配した国に移転、譲渡することによる戦争賠償である。1945年11月に来日したアメリカ占領軍E. W. ポーレー率いる米賠償調査団によって行われた最初期の対日賠償政策である。工場設備による賠償は後の平和条約による最終的な賠償ではないという観点から「中間賠償」と呼ばれた。また、中間賠償にはまた日本の産業的武装解除も兼ねて行われたという側面もある。大蔵省によると、1950年5月までに計1億6515万8839円（昭和14年価格）に相当する43,919台の工場機械などが梱包撤去された。受け取り国の内訳は中国54.1%、オランダ（東インド）11.5%、フィリピン19%、イギリス（ビルマ、マライ）15.4%である。

### 在外資産による賠償
在外資産による賠償とは、日本政府や企業、個人が海外に持っていた公私の在外資産を提供することによる賠償である。サンフランシスコ平和条約14条a項2に基づく：
各連合国は、次に掲げるもののすべての財産、権利及び利益でこの条約の最初の効力発生のときにその管轄の下にあるものを差し押さえ、留置し、清算し、その他何らかの方法で処分する権利を有する。（a）日本国及び日本国民、（b）日本国又は日本国民の代理者又は代行者、並びに（c）日本国又は日本国民が所有し、又は支配した団体。
中間賠償と同様に、ヴェルサイユ条約でドイツに課せられた膨大な賠償金がドイツを再び戦争へと向かわせたことへの反省から、できる限り在外資産を没収する形での賠償をさせようという方針がとられた（第二次世界大戦後のドイツにも同様の措置がとられている）。例えば中国（中華民国）は賠償金請求権を放棄しているが、在外資産による賠償は受けている：
日本国代表：私は、中華民国は本条約の議定書第一項（b）において述べられているように、役務賠償を自発的に放棄したので、サン・フランシスコ条約第14条（a）に基き同国に及ぼされるべき唯一の残りの利益は、同条約第十四条（a）2に規定された日本国の在外資産であると了解する。その通りであるか。
中華民国代表：然り、その通りである。（日華平和条約に関する合意された 議事録）。
なお、中国（中華民国及び中華人民共和国）はサンフランシスコ平和条約の締約国ではないが、同条約第21条の規定により、第14条a項2および第10条の利益を受けるとされた：
第十条 日本国は、千九百一年九月七日に北京で署名された最終議定書並びにこれを補足するすべての議定書、書簡及び文書の規定から生ずるすべての利益及び特権を含む中国におけるすべての特殊の権利及び利益を放棄し、且つ、前記の議定書、附属書、書簡及び文書を日本国に関して廃棄することに同意する。
これにより中華人民共和国は旧大日本帝国政府と日本国民が中国大陸（東部内モンゴルおよび満州含む）に有していた財産、鉱業権、鉄道権益などを得たとされる。
一方、朝鮮には第14条の利益を受ける権利が与えられていない。朝鮮など太平洋戦争開戦前より既に日本領であったが、サンフランシスコ平和条約により日本から分離されることになった地域にある資産に関しては、第4条で「当該地域の施政当局・住民の対日請求権の問題を含めて施政当局との間の特別協定の対象」とされ、朝鮮は第21条でこの利益を受ける権利を有するとされた。
外務省の調査によると、1945年（昭和20年）8月5日現在の在外資産の総額は次の通りである：
| 地域名c                                                 | 地域名c                                                 | 金額（円）       |
| ------------------------------------------------------- | ------------------------------------------------------- | ---------------- |
| 朝鮮                                                    | 朝鮮                                                    | 702億5600万円    |
| 台湾(中華民国)                                          | 台湾(中華民国)                                          | 425億4200万円    |
| 中国                                                    | 東北                                                    | 1465億3200万円ー |
| 中国                                                    | 華北                                                    | 554億3700万円    |
| 中国                                                    | 華中・華                                                | 367億1800万円    |
| その他の地域（樺太、南洋、 その他南方地域、欧米諸国等） | その他の地域（樺太、南洋、 その他南方地域、欧米諸国等） | 280億1400万円    |
| 合計                                                    | 合計                                                    | 3794億9900万円   |

同調査には合計236億8100万ドル、1ドル=15円で3552億1500円という数字もある。

### 連合国捕虜に対する補償
連合軍捕虜に対する補償とは、サンフランシスコ平和条約第16条に基づき、中立国および日本の同盟国にあった日本の在外資産またはそれに等価の物によって連合国捕虜に対し行った補償である：
日本国の捕虜であつた間に不当な苦難を被つた連合国軍隊の構成員に償いをする願望の表現として、日本国は、戦争中中立であつた国にある又は連合国のいずれかと戦争していた国にある日本国及びその国民の資産又は、日本国が選択するときは、これらの資産と等価のものを赤十字国際委員会に引き渡すものとし、同委員会が衡平であると決定する基礎において、捕虜であつた者及びその家族のために、適当な国内期間に対して分配しなければならない。
これにより日本は1955年の取り決めにおいて450万ポンド（45億円）を赤十字国際委員会に支払った。

### 占領した連合国に対する賠償

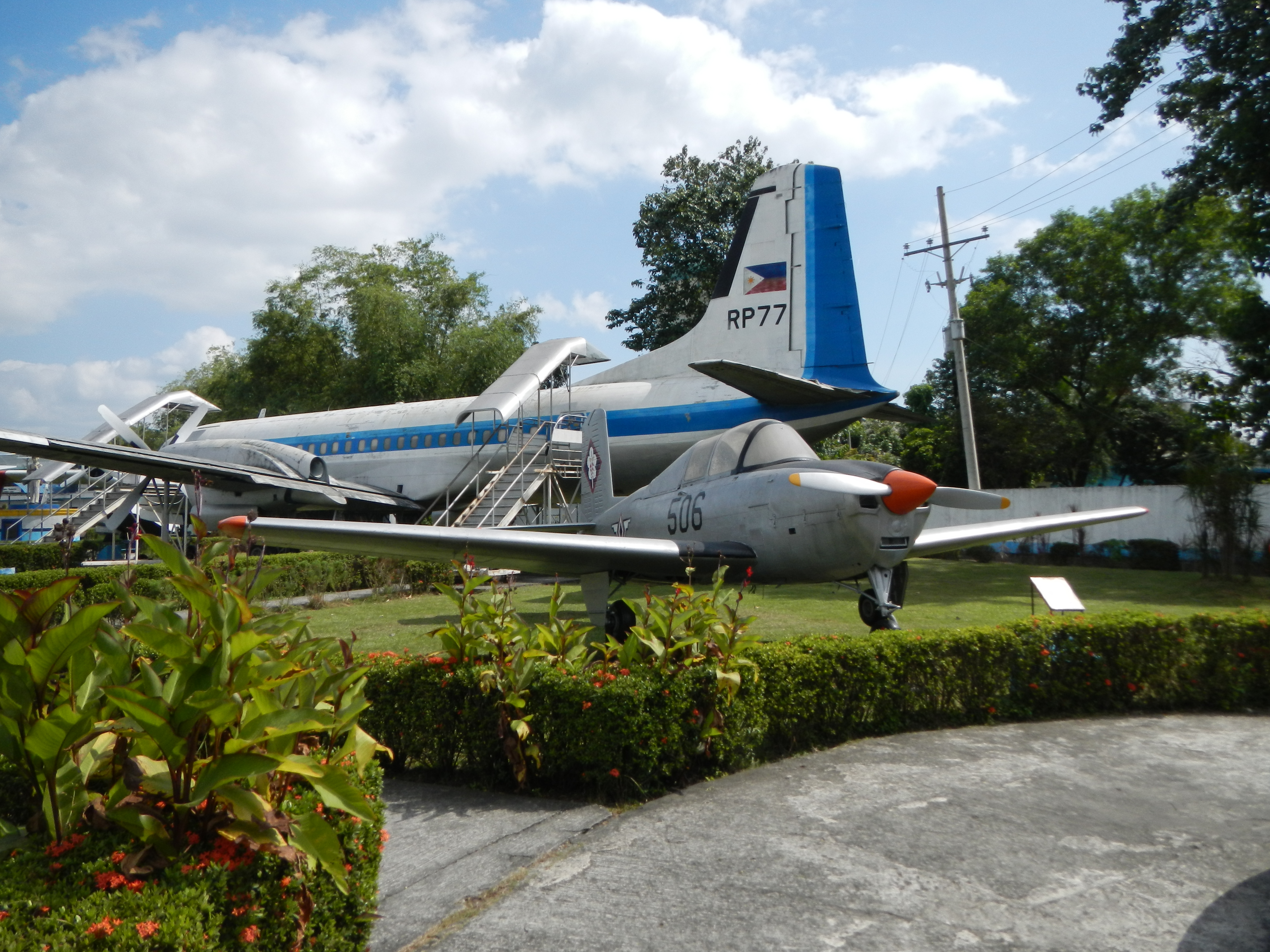
フィリピン空軍航空博物館で展示されるYS-11（奥）とT-34（手前、2014年）
フィリピンに対する賠償の一環で製造され、フィリピン空軍で運用された。

占領した連合国に対する賠償とは、サンフランシスコ平和条約第14条で定められているところの日本が占領し損害を与えた連合国と二国間協定を結んで行った賠償のことである。一般に狭義の「戦争賠償」は、この二国間協定による賠償が意味されることが多い。この賠償を受ける事ができたのは、以下の2つの条件を満たす国である。
1. 平和条約によって賠償請求権を持つと規定された国
2. 日本軍に占領されて被害を受けた国。

すなわち、この2つの条件に外れる国々は、この狭義の「賠償」を請求する権利をもたない。
- サンフランシスコ平和条約を締約しなかった国、または何らかの事情で締約できなかった国は、外れることになる。朝鮮（大韓民国+朝鮮民主主義人民共和国）に関して、韓国臨時政府は日本と戦争状態になく、連合国宣言にも署名していないとしてサンフランシスコ平和条約の署名国となることを承認されなかったため、この賠償を受ける権利はない。
- サンフランシスコ平和条約を締約し且つ何らかの賠償請求権を持っていた連合国であっても、それが「日本に占領されて被った損害」に対する賠償のものでない場合は、外れることになる。これは、同条約第14条b項において、日本に占領されなかった締約連合国は全て「戦争の遂行中に日本国およびその国民がとつた行動から生じた請求権」を放棄したためである。

上記2条件に該当する連合国のうち、フィリピンと南ベトナム共和国は1956年と1959年に賠償を受けた。フィリピンは、1949年5月に賠償を取り立てない姿勢を見せたアメリカを批判 したこともあり、賠償を受ける道を選んだ。ビルマ連邦（現ミャンマー）とインドネシアはサンフランシスコ平和条約の締約国ではなかったが、1954年と1958年にそれぞれ別途にサンフランシスコ平和条約に準じる平和条約を結んで賠償を受け取った。二国間協定による賠償を受け取った国々はフィリピン、ベトナム、ビルマ、インドネシアの4カ国。
| 国名         | 金額（円）                | 金額（米ドル） | 賠償協定名                                                                        | 協定調印日     |
| ------------ | ------------------------- | -------------- | --------------------------------------------------------------------------------- | -------------- |
| ビルマ       | 720億                     | 2億            | 日本とビルマ連邦との間の平和条約                                                  | 1955年11月05日 |
| フィリピン   | 1980億 終了時 1902億300万 | 5億5000万      | 日本国とフィリピン共和国との間の賠償協定 日比賠償協定の実施終了についての記事資料 | 1956年05月09日 |
| インドネシア | 803億880万                | 2億2308万      | 日本国とインドネシア共和国との間の賠償協定                                        | 1958年01月20日 |
| ベトナム     | 140億4000万               | 3900万         | 日本国とヴィエトナム共和国との間の賠償協定                                        | 1959年05月13日 |
| 合計         | 3643億4880万              | 10億1208万     |                                                                                   |                |

額は合計で3643億4880万円（賠償協定締結時の円換算）、10億1208万ドル。1976年7月22日のフィリピンに対する支払いを最後に完了した。
上記2条件に該当する連合国のうち、ラオス、カンボジア、オーストラリア、オランダ、イギリス、アメリカの6カ国は賠償請求権を放棄、または行使しなかった。ただし、イギリスは当時自国領だった香港・シンガポール、アメリカは当時信託統治領だったミクロネシア諸島が日本軍に占領されたことに対する賠償請求権の放棄であるが、シンガポールおよびミクロネシアは後にそれぞれ準賠償を得ている（後述）。中国はイギリスとアメリカとで承認する政府が異なった為、サンフランシスコ平和条約に招かれず締約できなかったが、中華民国（台湾）が別途で日華平和条約（1952年）を日本と結び、その議定書において賠償請求権を放棄した（後述）。

### 準賠償
準賠償（sub-reparation）とは、賠償に準じる供与のことを言う。上で述べた狭義の「戦争賠償」である「占領した連合国との二国間協定による賠償」は、サンフランシスコ条約第14条またはそれに準じる平和条約の同様の条項において日本軍に占領された際に被った損害の賠償を受ける権利のある国として指定された場合にのみに与えられた。しかるに、これに外れる国々は占領した連合国との二国間協定による賠償を受けることができない。準賠償は主にそうした国々に対して支払われた。
一般に「準賠償」は賠償請求の放棄と引き換えに提供される無償供与とされているが、その内容は様々であり、厳密な法的定義は無い。しかし、戦後処理的性格を有する有償供与［無金利・低金利の借款］を準賠償に含むこともいる。例えば通商産業調査会は、日韓基本条約における韓国への円借款と、血債に対する補償として無償供与と共にシンガポールに提供された円借款の2つ（計706億6800万円）を有償の準賠償としている。ここでは、
1. 上述のいずれの形態の賠償にも含まれない、
2. 外交文書において受け取り国が更なる賠償請求を放棄しており、且つ/又は
3. 何らかの戦前、戦中の損害を補償する目的の供与であることが記され、

明らかに戦後処理的性格を持つ（つまり単なる経済協力（ODA）とは異なる）供与を「準賠償」として述べる。これら準賠償は正式な「賠償」ではないので、外交文書上では「賠償」という表現では提供されていない（「準賠償」という言葉も出てこない）。

#### 朝鮮に対する補償
朝鮮に対する補償とは、サンフランシスコ平和条約第4条に基づき、朝鮮との請求権問題を解決するため1965年06月22日に結ばれた日本国と大韓民国との間の基本関係に関する条約と同時に締結された財産及び請求権に関する問題の解決並びに経済協力に関する日本国と大韓民国との間の協定において大韓民国に提供された1080億円の経済援助金である。
日本国及びその国民の財産で［斉州島、巨文島及び欝陵島を含む朝鮮］にあるもの並びに日本国及びその国民の請求権（債権を含む。）で現にこれらの地域の施政を行つている当局及びそこの住民（法人を含む。）に対するものの処理並びに日本国におけるこれらの当局及び住民の財産並びに日本国及びその国民に対するこれらの当局及び住民の請求権（債権を含む。）の処理は、日本国とこれらの当局との間の特別取極の主題とする。第二条に掲げる地域にある連合国又はその国民の財産は、まだ返還されていない限り、施政を行つている当局が現状で返還しなければならない。（サンフランシスコ平和条約第四条）
日本国及び大韓民国は、両国及びその国民の財産並びに両国及びその国民の間の請求権に関する問題を解決することを希望し、両国間の経済協力を増進することを希望して、次のとおり協定した…日本国は、大韓民国に対し、（a）現在において千八十億円（一◯八、◯◯◯、◯◯◯、◯◯◯円）に換算される三億合衆国ドル（三◯◯、◯◯◯、◯◯◯ドル）に等しい円の価値を有する日本国の生産物及び日本人の役務を、この協定の効力発生の日から十年の期間にわたつて無償で供与するものとする…両締約国は、両締約国及びその国民（法人を含む。）の財産、権利及び利益並びに両締約国及びその国民の間の請求権に関する問題が、千九百五十一年九月八日にサン・フランシスコ市で署名された日本国との平和条約第四条（a）に規定されたものを含めて、完全かつ最終的に解決されたこととなることを確認する。（日韓基本条約の関係諸協定、日韓請求権並びに経済協力協定）
朝鮮は戦勝連合国ではないので、これは戦後処理の一環（終戦と共に終了した植民地支配に関する補償）ではあっても厳密な意味での「戦争賠償」とは見なされない。朝鮮はサンフランシスコ条約第14条のような平和条約で規定されるところの正規の「戦争賠償権」を持たないので、賠償請求権の放棄の代わりに「財産、権利及び利益並びに両締約国及びその国民の間の請求権に関する問題が…完全かつ最終的に解決された」と記されている。
現在交渉中の日本と北朝鮮との国交正常化において北朝鮮側から大韓民国以上の補償を求められている。
1946年に厚生省は朝鮮人への未払い金を供託するよう企業に指示を行っており、補償を行う意志を戦後まもなくから示していた。

#### 「占領した連合国に対する賠償」に準じる賠償
上述の「占領した連合国に対する賠償」を受けた国々のように、第二次世界大戦中に現在の領土に相当する地域を日本軍に侵攻され占領された国々に対する準賠償（つまり占領した連合国に対する賠償に準じる賠償）は、以下の8カ国に供与された。総額は605億8000万6000円（賠償協定締結時の円換算）。1977年4月16日のビルマに対する支払いが最後である。
| 国名         | 金額（円）               | 協定名 | 協定調印日     |
| ------------ | ------------------------ | --- | -------------- |
| ラオス       | 10億                     | 日本国とラオスとの間の經済及び技術協力協定                                                                        | 1958年10月15日 |
| カンボジア   | 15億                     | 日本とカンボジアとの間の経済および技術協力協定                                                                    | 1959年03月02日 |
| ビルマ       | 504億 終了時 473億3600万 | 日本国とビルマ連邦との間の経済及び技術協力に関する協定 日本とビルマの経済技術協力協定の実施終了についての記事資料 | 1963年03月29日 |
| シンガポール | 29億4000万3000           | シンガポールとの「血債」協定                                                                                      | 1967年09月21日 |
| マレーシア   | 29億4000万3000           | マレーシアとの「血債」協定                                                                                        | 1967年09月21日 |
| ミクロネシア | 18億                     | 太平洋諸島信託統治地域に関する日本国とアメリカ合衆国との間の協定                                                  | 1969年04月18日 |
| 合計         | 605億8000万6000          | |                |

ラオスとカンボジアはサンフランシスコ平和条約を結び、同条約における賠償請求権を放棄したが、その好意に報いる為、日本と賠償に代わる無償経済協力を行う協定を1958年と1959年にそれぞれ締結した。賠償請求権を放棄した上で経済協力を求めている旨は協定に明示的に記されており、故にこれらは単なる経済協力ではなく準賠償として認められる。インドネシアは、別途に結んだ平和条約において、賠償に加えて無償供与も得ている（賠償と無償供与は同条約で別項に記されている）。この無償供与も同条約において賠償請求権の放棄を条件に提供されているため、単なる経済協力ではなく準賠償に数えられる。ビルマは、上述の平和条約においては賠償しか得ていないが、同条約の賠償再検討条項に基づき1963年に経済技術協力協定を結んで更に無償供与を得た。ビルマはこれをもって賠償再検討条項に基づく要求は全て完結している（参照：日本国とビルマ連邦との間の平和条約第五条1（a）（III）の規定に基づくビルマ連邦の要求に関する議定書）。このビルマの得た無償供与も準賠償に数えられる。
上述の準賠償を受領した4カ国は、いずれも（1）サンフランシスコ平和条約を締結したか、または別途に日本と平和条約を結んで、その上で（2）賠償請求権を放棄したことの見返りに無償供与を得ている。これ以外に、正式な平和条約で規定されるところの賠償請求権を放棄しないで、賠償に類する無償供与（準賠償）を受けた国々がある。いわゆる血債問題（華僑粛清）について準賠償を受けたマレーシアとシンガポールは、サンフランシスコ平和条約の時点では未だイギリス領であり、かつサンフランシスコ平和条約を調印した当時の宗主国であるイギリスが既に賠償請求権を放棄してしまっている。ビルマのように別途に平和条約も結んでいないので、無償供与の引き換えに放棄できる正規の賠償請求権も持たない（ビルマは戦時中はマレーシア・シンガポールと同じく英国領であったが、サンフランシスコ平和条約当時は既に独立していた）。例えば「マレーシアとの血債協定」には次のように記されている：
日本国政府及びマレイシア政府は、第二次世界大戦の間のマレイシアにおける不幸な事件に関する問題の解決が日本国とマレイシアとの間の友好関係の増進に寄与することを認め、両国間の経済協力を促進することを希望して、次のとおり協定した…日本国は、現在において二千五百万マレイシア・ドル（二五、〇〇〇、〇〇〇マレイシア・ドル）の価値に等しい二十九億四千万三千円（二、九四〇、〇〇三、〇〇〇円）の価値を有する日本国の生産物及び日本人の役務をマレイシアに無償で供与するものとする。
なお、マレーシアのガザリ・シャフィ外務大臣は、大東亜戦争中に日本軍が創設した興亜訓練所で学んでいたことから、大東亜戦争についての理解が深く、日本から受け取った賠償金の使用方法について大変な心遣いをしており、「日本人は気づいていなかったかも知れないが、（賠償の）受け手となった、かつて日本占領の犠牲者であった新興独立国の一部は、賠償が血償への支払いとして反日感情を招くことを回避するため、そして日本の賠償が一段と賞賛に値するものへと転換させたことで日本の手助けをした。マレーシアでは、賠償金を使って合弁の国際海運会社を始め、今日ではこの会社は繁栄し、日本とマレーシアの協力のシンボルとなっている」と語っている。
アメリカ信託統治領であるミクロネシアも正規の「占領した連合国に対する賠償」の請求権は持たないので、これに代わる補償を得た。上述の「朝鮮に対する補償」も「占領した連合国に対する賠償に準じる賠償」の一種であるが、これはサンフランシスコ平和条約第4条で第14条とは別途に正式に網羅されている補償なので独立した項で述べた。

#### オランダ補償問題
オランダはサンフランシスコ平和条約の第14条に基づいて国としての請求権を放棄、しかし同時に捕虜になって苦難を受けた者に対しては第16条を適用して日本政府は国際赤十字を通じて一定の支払いを行った。しかし、これについて1951年9月7日と8日のスティッカ－外相と吉田茂首相との往復書簡で、オランダ国民の私的請求権が消滅することはない、日本政府が自発的に処置する私的請求権が存在するとし、その後の1956年に結んだ「オランダとのある種の私的請求権解決に関する議定書」において、あらためてオランダ政府は第二次大戦中の日本による損害について日本から補償を受けている。
国家補償・元捕虜や民間人への見舞金の支払い・36億円（1956年・日蘭議定書）
これは民間人の私的請求権について見舞金としてオランダ政府に支払われるもので、日本はこれに関しオランダに1000万ドルを支払い、オランダ政府の手により関係者個人に分配された。同議定書においてオランダはオランダ王国政府およびオランダ国民がこれ以上の如何なる請求も日本国政府に対し提起しないことを確認しているが、これもまた（2）オランダは既に国家としての正規の賠償請求権をサンフランシスコ平和条約において放棄しているので、準賠償その1のラオス、カンボジアとも異なる。なお、これで十分な補償が正当になされたとは考えない者らが個別に日本政府に対して補償を要求して1990年代日本で裁判を起こしているが、日本の裁判所で訴えが認められることはなかった。
国家間においては、サンフランシスコ平和条約と日蘭議定書では賠償問題が法的には解決されているにもかかわらず、1991年に来日したベアトリクス女王の1991年は、宮中晩餐会で「日本のオランダ人捕虜問題は、お国ではあまり知られていない歴史の一章です」として賠償を要求した。それに対して日本国政府は、アジア女性基金により総額2億5500万円の医療福祉支援を個人に対して実施した。
個人補償・2億5500万円（2001年・償い事業1）
また2007年にはオランダ議会下院で、日本政府に対し「慰安婦」問題で元慰安婦への謝罪と補償などを求める慰安婦問題謝罪要求決議がなされた。2008年に訪日したマキシム・フェルハーヘン外相は「法的には解決済みだが、被害者感情は強く、60年以上たった今も戦争の傷は生々しい。オランダ議会・政府は日本当局に追加的な意思表示を求める」 と述べた。
2022年現在においても、補償を求める者らが毎月1回オランダのハーグにある日本大使館前において平和的なものであるがデモンストレーションを行っている。
なお、サンフランシスコ平和条約の締結時に、オランダ領東インドに対する日本の侵攻に対して「被害者」の立場をとり、賠償責任の枠を超えて日本に個人賠償を請求したオランダに対して、インドネシア政府は「インドネシアに対しての植民地支配には何の反省も謝罪もしていない」と強く批判しており、インドネシア大統領のオランダ訪問の際、植民地支配に対する謝罪を求めたが、オランダは謝罪しなかった。1949年8月23日にオランダの首都ハーグでハーグ円卓会議が開催されたが、オランダは交渉の過程で、オランダがインドネシアの独立を承認するに際して、インドネシアに61億ギルダー（17億3200万ドルに相当）の債務負担、オランダ人がインドネシアに所有してきた土地財産の保全、スマトラ油田の開発費用の弁済などをインドネシアに要求し、最終的には43億ギルダー（11億3000万ドル相当）の債務をインドネシアが継承することで合意した。

#### タイ補償問題
タイは日本と同盟関係にあったため日本軍に占領され被害を受けることは無かったが、戦時中に日本軍が円建てで物資を調達した件に関して（特別円問題）計150億円の補償を受けている。また、戦費調達のための日本の20億バーツのタイへの負債は、タイ使節団の意向により2500万ドルとされた。

#### モンゴル補償問題
モンゴルは1977年の経済協力協定において「（国交回復）前に存在していた事態から生じ、かつ、両国間で解決を要する懸念は何ら存在しないことがそのときに確認されたことを想起」した上で、50億円の贈与を受けている。モンゴルはノモンハン事件および第二次世界大戦の賠償を要求しており、これに対応したものであるとされている。

### 戦争状態以前の補償問題
平和条約第18条（a）は、戦争状態の存在前に発生した請求権は賠償の放棄にかかわらず存在することを認めている。この規定に基づき、アメリカ・イギリス・カナダ・インド・ギリシャ・アルゼンチンは日中戦争などで発生した損害の請求を行い、日本側は総額187万4263ドルを支払っている。

## 一般国際法に基づく請求権の処理
日本と直接交戦しなかった西欧諸国からも、日中戦争を含む戦時中に生じた民間人や法人の損害に対する補償要求があり、総額349億円の請求が行われた。1955年頃からスペイン、スウェーデン、スイス、デンマーク（後述）と相次いで取極を行い、補償を行っている。
また1966年にはオーストリアとの間で合意が行われ、1万6700ドルが賠償として支払われている。
これらの非交戦国に対する補償・賠償金合計は1235万9484ドルであった。

### デンマーク
デンマーク王国の通信会社「Det Store Nordiske Telegraf-selskab（大北電信会社）」(現GN Store Nord)は電信用の海底ケーブルを長崎＝上海、長崎＝ウラジオストック間に敷設しており、日本から国際電信の使用料を徴収していた。1940年にデンマークがドイツによって占領されると、日本はStore Nordiskeと海底ケーブル業務を譲渡させる契約を結んだ。1955年9月20日に「大北電信会社請求権解決取極」が締結され、この問題の補償金として30万ポンドが支払われた。
また、1959年5月25日には他の西欧諸国と同様に4億2300万円を賠償金として支払っている。

### イタリア
イタリア王国は旧枢軸国であり、1945年7月15日に対日宣戦を行ったものの、実際の交戦は発生していない。しかし承継国のイタリア共和国政府は1937年の日中戦争開始以来の民間人資産損害の補償を求めていた。
またイタリア為替局（it:Ufficio Italiano Cambi）が横浜正金銀行との間で交わしていた決済協定があり、終戦時には日本側の債務が864万4千円（当時）残っていた。戦後、横浜正金銀行はGHQによって閉鎖機関に指定され清算されたため、イタリア政府はこの債務返還を日本政府に求めた。しかし日本側は私企業である横浜正金銀行の問題であるとして十数年間交渉を行っていた。1959年8月4日には「イタリア為替局との特別円取極」が締結され、4億6345万円の返還を行うことで合意が行われた。
一方で民間人資産問題は1952年から交渉が行われ、1972年7月18日に「イタリア国民に対する第二次世界大戦中の待遇に関連するある種の問題の解決に関する日本国政府とイタリア共和国政府との間の交換公文」が締結され、120万ドルがイタリア政府に支払われることで両国間の請求権問題は解決した。ただし日本側はイタリアの請求権を認めず、あくまでもこの支払いは賠償や補償ではなく一括見舞金であるとの立場を崩していない。

### 生産物・役務による賠償、ヒモつき援助[要出典]、ODA、開発独裁
サンフランシスコ平和条約に基づく日本の戦争賠償の多くは「生産物や役務」を提供する形でおこなわれた。これは、同条約第14条a項1において、戦後日本がまだ経済的にも疲弊しており金銭による過剰な賠償を強制することは日本の国家としての存続をも危うくするだろうという配慮から、連合国が希望する場合には金銭のかわりに生産物や日本人の役務をもって賠償することを許したものである。第一次世界大戦後のドイツに対し膨大な賠償額を要求したことがドイツ経済を極度に疲弊させナチスの台頭と第二次世界大戦勃発の遠因になったことの反省に基づいている。
しかし、生産物や役務の提供による賠償方法は日本の賠償が「ヒモつき援助」であるという批判にも繋がった。例えばインドネシアに対する賠償においてはホテルやデパートの建設、フィリピン向けにはライセンス生産されたT-34など、日本軍の戦争行為により被った損害に対する補償とは思えないものも多く含まれた。こうしたことから、日本の戦争賠償は日本のアジアにおける経済進出を助けるものであったという側面を指摘し、これを日本が戦争責任を果たしていないと看做される原因の一つと言われる。戦争賠償を日本の発展途上国に対する経済援助の始まりとして評価する見方もある。
一方においてODAに関して、開発独裁の問題と密接な関係がしばしば指摘されていたことを付記する。

### 賠償等特殊債務処理特別会計法
賠償・準賠償の実施を国内法において実施支援するため、1956年に賠償等特殊債務処理特別会計法が制定された（1979年に完了して廃止）。

## 戦争被害者個人に対する補償

### 慰安婦に対する補償
朝鮮や中国、台湾に住む元慰安婦と其の家族は日本政府に対し謝罪と賠償を要求する訴訟を度々起こしている。そのような人々に対して同政府は「反省の気持ち」を表明しているが、日本国と大韓民国との間の基本関係に関する条約などの条約で賠償義務は政府間で決着済みであるとしており、裁判所でもその旨の判決が下されている。またアメリカでも訴訟を起こしたが全て却下されている。

### アメリカにおける補償請求

#### 背景、ヘイデン法との関連
1990年代末よりアメリカにおいて、対日戦時賠償要求訴訟および関連法案の議会提出があいついだ。背景として、1997年の、第二次世界大戦中ナチス・ドイツ及びその同盟国による奴隷・強制労働の損害賠償請求の時効を2010年まで延長するとの特例州法トム・ヘイデン法(ヘイデン法)の成立があるといわれる。しかし1952年の日本国との平和条約（サンフランシスコ平和条約）において損害賠償請求権は1952年を以って消滅しており、またアメリカ合衆国憲法によれば、条約は連邦法と同位でありかつ、州法・州憲法よりも上位とされているため、平和条約に反する州法はアメリカ国内において無効である。このヘイデン法(州法)は後に連邦最高裁で違憲と判決された。
当時の背景としては、ベルリンの壁崩壊以降、東欧諸国との戦後賠償問題が発生し、またアメリカでもユダヤ系市民が在米ドイツ企業を相手に賠償請求裁判を大量に起こしていた。しかし、米連邦裁判所は「すでに西ドイツ政府とホロコーストの被害者やイスラエル政府との間に賠償交渉が成立している」として請求棄却していた。そこで、訴訟窓口だったロサンゼルスのミルバーグ＆ワイス弁護士事務所は、ドイツと東欧諸国の賠償交渉にアメリカ人弁護士が介入することを大統領に提案、1999年2月、ドイツの政府と企業が共同で50億ドルを拠出して償いとする「記憶・責任・未来」基金(2000年8月12日施行)が創設される。

#### バターン死の行進補償法案
1999年から2007年にかけて、退役軍人問題に取り組んできたジョン・マイカ共和党議員は、「サミュエル・ムーディー・バターン死の行進補償法案」 を米国下院議会に提出し、日本軍捕虜となりバターン死の行進を生存した軍人及び遺族に補償を要求している。共同提出者は、シェリー・バークリー（民主党）、マイク・ホンダ（民主党）、トム・ラザム（共和党）、エドワード・マーキー議員（民主党）。 法案は、軍事委員会に付託された。審議は行われていない。なお、このバターン死の行進の補償については、『ザ・レイプ・オブ・南京』の著作で知られるアイリス・チャンがバターン死の行進をあらたな著作予定の対象に選んで取材を行った際に、バターン死の行進で後遺症を負った元米兵らが米政府からも十分な補償を受けていないことを知り、既に精神が疲弊し双極性障害を病んでいたチャンは、自身の行動は米政府にも歓迎されないことと考え、ために自身がＣＩＡに監視されているとの被害妄想に憑りつかれて自殺したとの有力説がある（参照：アイリス・チャン#病気と自殺）。

#### 第二次世界大戦中の日本の強制労働に対する補償法案
1999年10月から2008年にかけて、民主党ジェフ・ビンガマン上院議員とオリン・ハッチ上院議員（共和党）が、第二次世界大戦中に日本政府や企業に 強制労働をさせられた元軍人等に対して新たな補償を行う「第2次大戦中の日本の強制労働に対する補償法案」を提出した。ビンガマン議員は、アメリカ政府の戦後補償が、1948年・1952 年戦争請求法(War Claims Act)に基づいて、捕虜期間中の食事代1 ドル、苦痛への代償として 1.5 ドルが支給されたのみでイギリスやカナダの戦後補償と比べても不十分であったと主張している。
2000年にハッチ議員とビンガマン議員が共同提出した両院一致決議(S.Con.Res158)は両院を通過した。

#### 対日戦時賠償要求訴訟
マイク・ホンダ議員は、ヘイデン法案に乗じて、在米日本企業を相手取り、対日戦時賠償要求訴訟を提訴し、中国、韓国人を不当に安く戦時徴用したことに対し1兆ドル（当時120兆円）を請求した。三井物産、三菱商事、新日鉄、川崎重工など14社が被告となり、アメリカ国内では15件、原告総数は1000人以上であった。議会でマイク・ホンダは「日本は南京虐殺にも、従軍慰安婦にも、強制労働をさせた連合軍兵士にもこれまで謝罪も賠償もしていない」と主張し、Ａ・ボック議員は過去に遡及する法案の法的根拠の薄弱さを指摘し、「戦争犯罪をいうならヒロシマ(の原爆)こそ議論すべきだ」と反論した。また政治学者のチャルマーズ・ジョンソンも「小金もち日本にたかるあさましい意図」と批判した。
1999年、レスター・テニーアリゾナ州立大学名誉教授が、三井鉱山等を提訴している。2003 年の連邦最高裁判決で、訴えは却下されている。

## 日本の戦争賠償・戦後補償に関する裁判
- 731部隊細菌戦国家賠償請求訴訟
- 重慶大爆撃訴訟
- アジア太平洋戦争韓国人犠牲者補償請求事件
- 釜山従軍慰安婦・女子勤労挺身隊公式謝罪等請求訴訟
- 樺太残留者帰還請求訴訟
- 在日韓国人元従軍慰安婦謝罪・補償請求事件